# 島崎町 (名古屋市)
島崎町（しまざきちょう）は、愛知県名古屋市中村区の地名。

## 歴史

### 沿革
- 1901年（明治34年）4月17日 - 名古屋市広井の一部により、同市島崎町として成立[1]。
- 1908年（明治41年）4月1日 - 西区成立により、同区島崎町となる[1]。
- 1944年（昭和19年）2月11日 - 中村区編入に伴い、同区島崎町となる[1]。
- 1978年（昭和53年）10月15日 - 名駅二丁目に編入され消滅[1]。